# 帕斯特峰
帕斯特峰（英語：Pastor Peak）是南極洲的山峰，位於瑪麗伯德地，處於特勒峰和埃布倫山之間的科羅拉多冰川北岸，海拔高度2,000米，美國地質調查局根據測量和美國海軍拍攝的空中照片繪入地圖，現時由南極條約體系管理。